# تیگران مکرتچیان
تیگران مکرتچیان (ارمنی: Տիգրան Մկրտչյան؛ زادهٔ ۲۹ مهٔ ۱۹۷۸) دیپلمات، دانشمند علوم سیاسی و تاریخ‌نگار اهل ارمنستان است که از تاریخ ۲۸ مه ۲۰۱۶ به عنوان سفیر فوق‌العاده و تام‌الاختیار جمهوری ارمنستان در لیتوانی، لتونی و استونی مشغول به خدمت است.

## زندگی‌نامه
در ۲۹ مه ۱۹۷۸ در ایروان به دنیا آمد و از دانشگاه دولتی ایروان و دانشگاه کمبریج فارغ‌التحصیل شد. وی همچنین برنده مدال مخیتار گش شده‌است. وی متأهل صاحب سه پسر و یک دختر می‌باشد.